# Bohemia (cerveza dominicana)
No confundir con la marca de cerveza mexicana con el mismo nombre
Bohemia Especial conocida popularmente como Bohemia es una cerveza tipo Pilsener de origen dominicano y estilo rubia muy parecida a Presidente. Es una de las cervezas con más contenido alcohólico en su tipo. Se caracteriza por ser comercializada en una botella de color marrón. Originalmente fue el producto principal de "Cervecería Bohemia" un empresa propiedad de Grupo León Jiménez quién a su vez fue propietaria de Cervecería Nacional Dominicana.

## Historia
Bohemia Especial fue lanzada en la década de los ochenta como una cerveza de estilo rubia, con notas más robustas que la Presidente y que pretendía satisfacer a un mercado parecido, poco tiempo después de ser lanzada le fuera concedida la medalla de oro por Calidad Mundial otorgada en España y la Monde Selection de Italia.

## Producción
En la actualidad marca pertenece a Cervecería Nacional Dominicana y esta a su vez es parte del grupo internacional Ambev. Se produce y comercializa para el mercado de República Dominicana.
En el año 2007 fue lanzada "Bohemia Light" una versión con menos graduación alcohólica que buscaba competir con Presidente Light y Brahma Light, aunque fue descontinuada tiempo después.